# 聖麗塔毛鼻鯰
聖麗塔毛鼻鯰，為輻鰭魚綱鯰形目毛鼻鯰科的其中一種。分布於南美洲巴西Preto河及Paraíba do Sul河流域，體長可達6.6公分。

## 扩展阅读
維基物種上的相關：聖麗塔毛鼻鯰